# 前原彦七
佐世彦七（させ ひこしち）は、幕末の長州藩の官僚。前原一誠の父として知られる。
長州藩において「大組」として御籠奉行、大阪検視役、御厩頭を務める。篤実な性格を慕われた。
子息一誠を松下村塾に入れ教育を受けさせる。
なお、高杉晋作の両親は松下村塾で学ぶことを禁じている。